# Cynthia Carroll

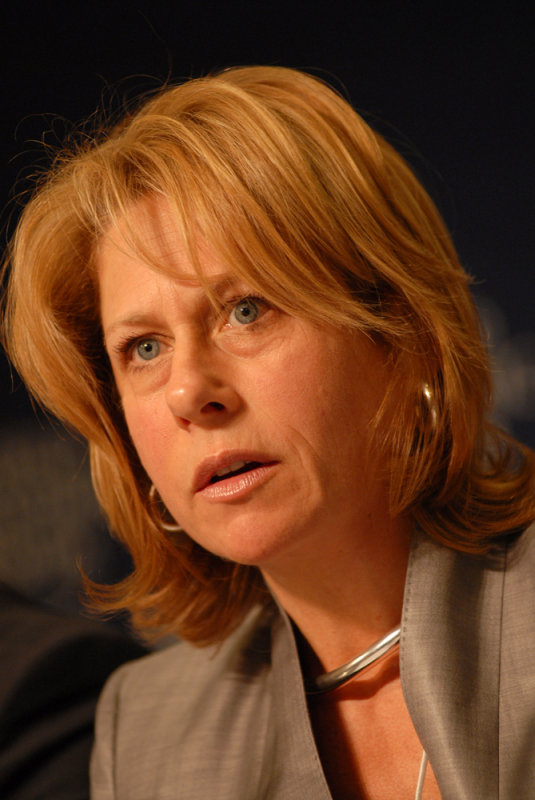
Cynthia Carroll (2009)

Cynthia Carroll (* 1957) ist eine US-amerikanische Managerin. Sie war von 2007 bis 2013 Chief Executive Officer des südafrikanischen Bergbaukonzerns Anglo American. Zuvor war sie für den Aluminiumverhütter Alcan tätig. In der Liste der 100 mächtigsten Frauen der Welt des Forbes Magazine wurde sie 2010 auf Platz 14 geführt. Cynthia Carroll ist die erste Frau, und die erste Nicht-Südafrikanerin, die die Leitung des Anglo American-Konzerns übernimmt. Im April 2013 wurde sie von Mark Cutifani als CEO von Anglo American abgelöst.
Sie studierte Geologie an der University of Kansas und Betriebswirtschaftslehre an der Harvard University. Beide Studiengänge schloss sie mit dem Master ab.